# 日産プリンス金沢
株式会社日産プリンス金沢（にっさんプリンスかなざわ）は、石川県野々市市に本社を置く日産自動車のレッドステージ店である。米沢電気工事のグループ会社で、石川日産自動車販売はグループ会社である。

## 概要
2008年9月12日に金沢地方裁判所に民事再生法を申請した日産プリンス石川販売と日産サティオ石川（いずれもレッドステージ店）の民事再生スポンサーが、米沢電気工事に決定し、2009年に米沢電気工事が金沢地方裁判所に提出していた再生計画案が許可された。
米沢電気工事は2009年8月26日に、日産プリンス石川販売と日産サティオ石川の事業を譲受する受け皿会社として、株式会社日産プリンス金沢を設立した。同年10月1日付で、日産プリンス金沢は、日産プリンス石川販売と日産サティオ石川が行っていた事業を譲受したと同時に、旧：日産プリンス石川販売から野々市店を、旧：日産サティオ石川から東大通り店をそれぞれ引き継いだ。これにより、石川県内の日産自動車のディーラーは、完全に米沢電気グループが運営することになった。

## 沿革
- 2009年
  - 8月26日 - 設立。
  - 10月1日 - 日産プリンス石川販売と日産サティオ石川から事業を譲受。

## 拠点
- 野々市店・UCARS野々市
  - 野々市市横宮町4番1号（日産・ハイパフォーマンスセンター併設）
- 田上さくら店
  - 金沢市田上さくら1丁目149番
- 東大通り店
  - 金沢市浅野本町ロ128番地（登記上の本店）

## 石川県内の他日産車販売店
- 石川日産自動車販売